# 費蘭登
费兰登（德語：Fällanden）是瑞士联邦苏黎世州乌斯特区的市镇。该市镇面积为6.41平方千米，海拔高度491米，2018年12月31日人口数为8,671。

## 外部連結
- 费兰登官方网站 （德文）